# Acta de Independencia de Chile
El Acta de Independencia de Chile es el documento mediante el cual dicho país declaró solemnemente su independencia de la Monarquía Española. Fue declarada en Talcahuano y firmada en la ciudad de Concepción el 1 de enero de 1818, y ratificada por el director supremo Bernardo O'Higgins en Talca el 2 de febrero siguiente. La ceremonia oficial de proclamación y jura de la independencia se realizó en Santiago el 12 de febrero del mismo año, fecha del primer aniversario de la Batalla de Chacabuco.
El acta original, que tenía unas frases manuscritas agregadas por Bernardo O'Higgins, se habría dañado en el Palacio de la Independencia. En 1832, bajo el gobierno del presidente Joaquín Prieto, se sacó una copia esmerada y se envió a Perú para que fuera firmada por Bernardo O'Higgins y luego por sus ministros de Estado de ese entonces —Miguel Zañartu, Hipólito de Villegas y José Ignacio Zenteno—, que aún vivían en Chile. Esta última acta se conservaba en el Palacio de La Moneda hasta el Golpe de Estado del 11 de septiembre de 1973, durante el cual supuestamente se habría quemado o habría sido destruida por un soldado.

## Antecedentes
¿Jura usted defender la patria hasta derramar la última gota de sangre, para conservarla ilesa hasta depositarla en manos del señor don Fernando VII, nuestro soberano, o de su legítimo sucesor; conservar y guardar nuestra religión y leyes; hacer justicia y reconocer al supremo Consejero de Regencia como representante de la majestad Real?
Juramento de los miembros de la Primera Junta Nacional de Gobierno de Chile, 18 de septiembre de 1810

Hacia 1817, el proceso emancipador chileno había entrado en una fase definitoria y no se disimulaba la finalidad buscada en aquel momento: la independencia del país. Si bien diversos hechos políticos y de armas, acaecidos a partir del 18 de septiembre de 1810, podían ser considerados como manifestación tácita de dicha voluntad, aún no se había hecho una declaración oficial y solemne de independencia.
Uno de los primeros textos oficiales que suele ser considerado como independentista, es el Reglamento Constitucional Provisorio de 1812, promulgado por José Miguel Carrera el 27 de octubre de 1812, que señalaba en su artículo V que «ningún decreto, providencia u orden, que emane de cualquier autoridad o tribunales de fuera del territorio de Chile, tendrá efecto alguno; y los que intentaren darles valor, serán castigados como reos del Estado», aunque manteniendo el reconocimiento al rey Fernando VII en el artículo III.
A inicios de la Patria Nueva, Chile tenía un gobierno y autoridades propias, controlaba buena parte del territorio, poseía una bandera y escudo nacional y acuñaba su propia moneda: todos símbolos de un Estado independiente. Por ello, no hacía falta más que hacer una declaración expresa, como lo había hecho Estados Unidos de América en 1776, Venezuela en 1811, las Provincias Unidas de Nueva Granada en 1813, y las Provincias Unidas del Río de la Plata en 1816.
El director supremo Bernardo O'Higgins, teniendo presente los problemas experimentados durante la Patria Vieja y consciente que la instauración de una asamblea o congreso, para acordar y declarar la independencia, sería dificultosa e inejecutable en ese momento; estaba resuelto a no convocarla, pues aún se libraban combates contra los realistas y no era posible alcanzar el orden interno indispensable para ello, por lo que se decidió utilizar otro mecanismo: una consulta popular o plebiscito.

## Plebiscito
El 13 de noviembre de 1817, la Junta Suprema Delegada que ejercía el poder en Santiago, en ausencia de Bernardo O'Higgins, que se encontraba dirigiendo las operaciones militares en el sur del país, expidió un decreto ordenando que, en los cuatro cuarteles en que se dividía administrativamente la ciudad de Santiago, se abriesen registros durante quince días, en uno de los cuales podrían firmar los ciudadanos que estuviesen a favor de la declaración de independencia y en otro los que estuviesen en contra. En las demás ciudades y villas se debía seguir el mismo procedimiento. 

Si están cortadas las relaciones de este estado con la antigua metrópoli, si están rotas las ignominiosas cadenas que nos sujetan a ella, y si, para decirlo de una vez, está declarada de hecho por el voto general la independencia política de este estado, parece infundado diferir esta solemne declaración, sin la cual nuestros sacrificios no tendrán el carácter de esfuerzos hechos por hombres libres, y acaso serán confundidos con las pretensiones en que suelen entrar los esclavos para arrancar un partido ventajoso a sus amos. Sin esta declaración, no ocuparemos el rango debido en el cuadro de las naciones, no obtendremos de ellas la protección a que es acreedora la justicia de nuestra causa.
Preámbulo del decreto de 13 de noviembre de 1817

El decreto de convocatoria estaba contenido en un bando impreso, que se envió a las autoridades del gobierno interior y llevaba las firmas de los miembros de la Junta Delegada: Luis de la Cruz, Francisco Antonio Pérez y José Manuel Astorga, y la del ministro de Gobierno Miguel Zañartu. El 15 de noviembre, Zañartu firmó una circular, impresa y que estaba dirigida a los mismos destinatarios, instruyendo que el bando debía ser publicado «con la mayor celeridad».
El resultado de la consulta convocada fue favorable a los deseos de Bernardo O'Higgins. La declaración de independencia contaba con la adhesión de la mayoría de los chilenos y los que aún no lo aceptaban temieron que sus votos negativos les atrajeren persecuciones sobre sus personas o bienes. Así, en Santiago y las localidades aledañas, los registros de los favorables a la inmediata independencia se llenaban de firmas, mientras los que debían contener los votos negativos quedaron vacíos. Sin embargo, en la provincia de Concepción no se pudo completar la consulta y sólo se efectuó en pequeña parte, como lo informó Bernardo O'Higgins, el 23 de diciembre de 1817, desde su campamento frente a Talcahuano: «[...] habían empezado a remitir algunos partidos las suscripciones [...] pero las ocurrencias ulteriores en la provincia y la medida últimamente adoptada de hacer emigrar de ella a todos sus habitantes, no permiten esta operación».
Durante el mes de diciembre, al comprobarse los resultados, el gobierno inició los preparativos para realizar una solemne declaración de independencia. Este hecho coincidió, además, con las noticias sobre el próximo arribo de una nueva expedición realista, destinada a reconquistar el territorio chileno, al mando del brigadier español Mariano Osorio.

## Redacción y firma

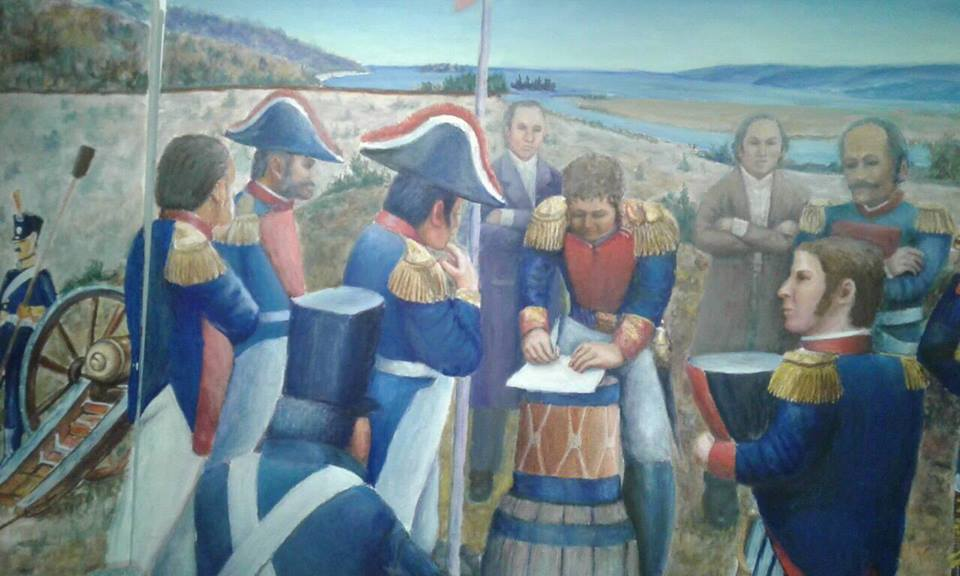
Bernardo O'Higgins firma la Declaración de la Independencia de Chile, a fines de 1817 en el Morrillo de Perales, Talcahuano. Al fondo del cuadro puede apreciarse la Bahía de Concepción y la desembocadura del Río Andalién.

Tras el plebiscito se resolvió plasmar, a imitación de lo realizado en otros países, la declaración de independencia en un acta en que se expresase, de modo claro y conciso, la voluntad del pueblo chileno y, a la vez, publicar un manifiesto oficial en que se expusieran los fundamentos y razones para tal decisión. De lo primero se encargó Miguel Zañartu y de lo segundo, Bernardo Vera y Pintado.

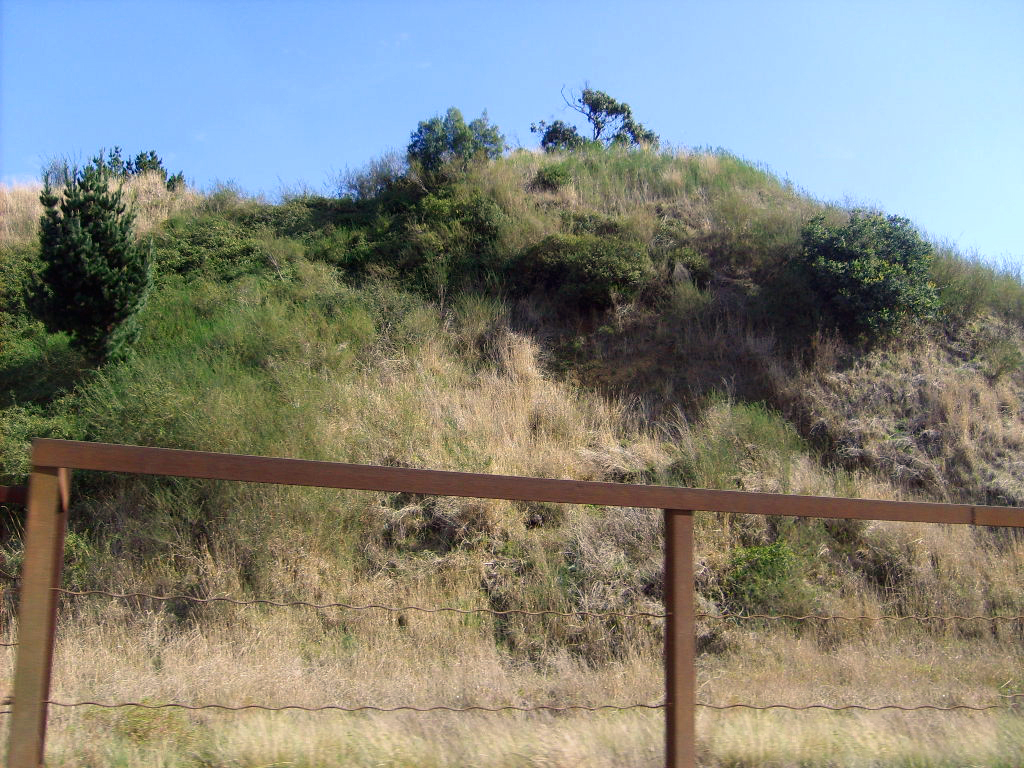
El Morrillo de Perales en Talcahuano.

A fines de 1817, Bernardo O'Higgins se encontraba sitiando a las fuerzas españolas en Talcahuano. Cuando la incierta situación militar obligó a levantar el sitio de Talcahuano, y estando en el Morrillo de Perales, un lugar escogido por las avanzadas patriotas y desde el cual se dominaba uno de los accesos de Talcahuano, habría redactado el 1 de enero de 1818 sobre un tambor, la Declaración de la Independencia de Chile, según cuenta la tradición, una comunicación dirigida al coronel español José Ordóñez, ex Intendente de Concepción y que controlaba en ese momento el puerto de Talcahuano, notificándole de la independencia, donde señalaba que Chile era un «país libre y soberano, no una provincia insurgente». Esta es considerada como la primera acta de independencia de Chile.
Alejandro Mihovilovich sostiene que la idea de O'Higgins fue lanzar aquella declaración a los realistas, por lo que habría sido arrojada ese mismo día bajo los muros de los sitiados. Carlos Oliver Schneider, en el Libro de Oro de Concepción señala que tal acción fue hecha a manera de desafío a la expedición de Mariano Osorio, que se encontraba próxima a marchar sobre Concepción, como expresión que las cosas habían variado desde 1814: los españoles estarían invadiendo el suelo de un Estado soberano e independiente. Sin embargo, Oliver reconoce que no hay comprobación documental sobre este hecho y menos sobre el paradero de dicha declaración. Por otro lado, en el denominado Testamento Político, documento fechado en Lima el 17 de octubre de 1842, en recuerdo de aquel suceso, Bernardo O'Higgins recomienda en duodécimo lugar: «La construcción de muelles flotantes, caminos de madera y ferrocarriles y la fundación de una ciudad en el sitio de mi campamento cerca de Talcahuano, donde he firmado la declaración de la Independencia y que debe llamarse en memoria de tal hecho, la ciudad de Independencia».

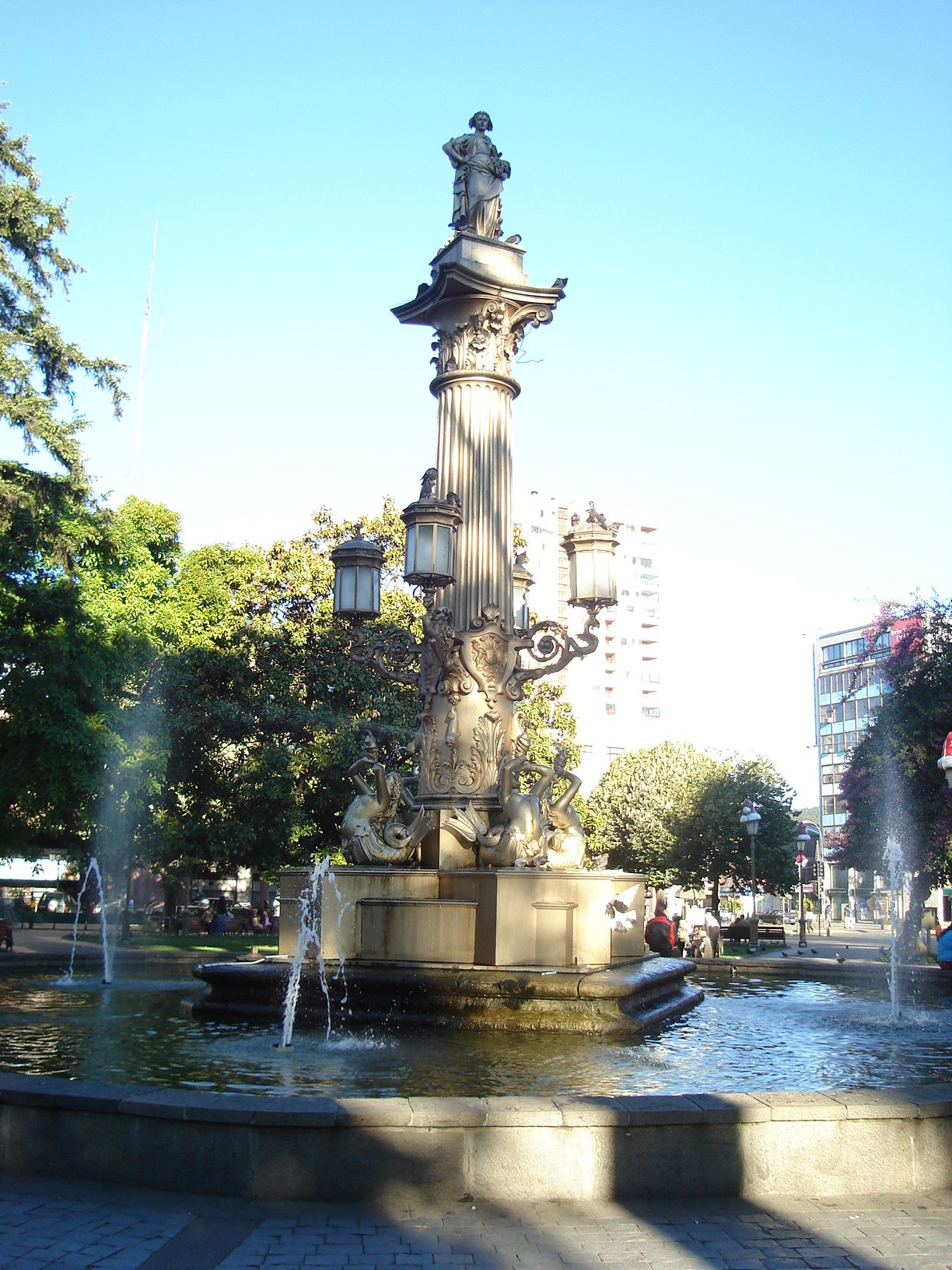
Plaza de la Independencia, la Plaza de Armas de Concepción.

Ese mismo día 1 de enero de 1818, en la Plaza de Armas de Concepción, ante el Ejército, O'Higgins habría y jurado solemnemente la independencia de Chile. Por ese motivo dicha plaza pasó a denominarse desde entonces Plaza de la Independencia. Los testimonios documentales son escasos y, la mayoría de los acontecimientos que rodearon esta declaración, descansan en la tradición oral local. La Plaza de la Independencia recuerda el hecho con un monolito, pero en él solo se señala que se proclamó solemnemente la independencia. De la existencia de un acta de independencia no hay pruebas y tampoco se conoce su texto. De todos modos, en el documento suscrito por Bernardo O'Higgins, ante el escribano público de Lima en octubre de 1842, pocos días antes de su fallecimiento, expresa que «en primero de enero de 1818, como órgano de la voluntad nacional, declaré solemnemente la independencia de Chile en la ciudad de Concepción».
Oliver indica que el acto realizado en el Morrillo de Perales fue realzado con la ceremonia solemne en la plaza de Concepción, ante las tropas formadas en cuadro «frente al entonces cuartel de dragones de la Frontera y que estaba ocupado por el Batallón Nº 3 de Infantería de Arauco». A su vez, Luis Valencia Avaria agrega que en esa ocasión se ofreció una misa, oficiada por el presbítero José Ignacio Cienfuegos, y frente al cuartel en la plaza se colocó una mesa y una silla propiedad del coronel Patiño, dueño de la propiedad ubicada en la actual calle O'Higgins 935 de Concepción. En este último inmueble se celebró un banquete en homenaje a los jefes del ejército patriota, donde se sirvieron cuatro lechones, a los cuales se les dio el nombre de los cuatro principales oficiales del ejército realista.
El 17 de enero de 1818, Luis de la Cruz que pasó, como director supremo delegado, a reemplazar en sus funciones a la junta delegada, envió desde Santiago un oficio a Bernardo O'Higgins, que había llegado a Talca a la cabeza del ejército, remitiendo el borrador del acta de la declaración de independencia. Esta era una pieza larga y difusa en la que, queriéndose señalar los motivos que hacían necesaria aquella declaración, enumeraba los agravios que habría recibido Chile de parte de su metrópoli, hasta inducirlo a pronunciarse en abierta rebelión.
Este texto no fue del agrado de Bernardo O'Higgins, quien no aprobó su forma y las declaraciones en él contenidas, manifestando en su respuesta, fechada en Talca a 22 de enero de 1818, en medio de los afanes provocados por la situación militar del momento, que «[c]onozco que mis conocimientos no son suficientes para dar al borrador el retoque necesario, y parece que ni aun para censurarlo; pero, hablando con franqueza, creo que el sentido común es bastante para conocer que puede arribarse a otros grados de perfección»; además señaló, al devolvérselo al coronel Cruz, que «un justo temor al tribunal severo de la censura universal, el respeto debido a la sabiduría de las naciones y refinada política de los gabinetes, me ha detenido suscribirle». Por ello, a continuación, dispuso que una comisión, integrada por Manuel de Salas, Juan Egaña, Miguel Zañartu y Bernardo de Vera y Pintado, redactara un nuevo texto.

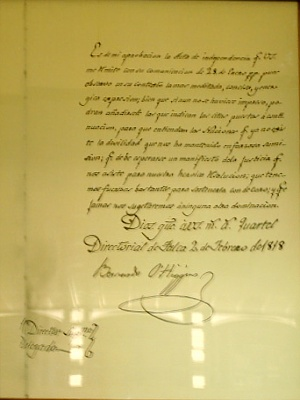
Aprobación de la Acta de Independencia de Chile por el director supremo Bernardo O'Higgins, exhibida en el Congreso Nacional de Chile, Valparaíso.

El encargo fue cumplido del mejor modo posible. El 28 de enero, Luis de la Cruz envió el acta a Bernardo O'Higgins, quien aún permanecía en Talca; pero debido a la urgencia de su proclamación, fue ordenada al mismo tiempo su impresión en Santiago siendo fechada, de acuerdo a las instrucciones del director supremo, «en Concepción a primero del actual». O'Higgins, aprobó el acta el 2 de febrero, introduciéndoles cuatro enmiendas manuscritas, para ser agregadas antes de que fuera impresa, pero ello no fue posible pues ya se encontraba editada. El documento de proclamación fue firmado debido a dichas circunstancias y fue guardado así en los archivos.

Es de mi aprobación la Acta de independencia que Vuestra Señoría me remite con su comunicación de 28 de enero pasado, pues observo en su contexto la más meditada, concisa y enérgica expresión; bien que si aún no se habían impreso, podrán añadirle las que indican las citas puestas a continuación para que entiendan las naciones que ya no existe la debilidad que nos ha mantenido en forzosa sumisión; que debe esperarse un manifiesto de la justicia que nos asiste para nuestra heroica resolución; que tenemos fuerzas bastantes para sostenerla con decoro; y que jamás nos sujetaremos a ninguna otra dominación.
Dios que a Vuestra Señoría guarde muchos años. Quartel Directorial de Talca 2 de febrero de 1818.
Bernardo O´Higgins
Señor Director Supremo/Delegado
Aprobación del Acta de la Independencia de Chile

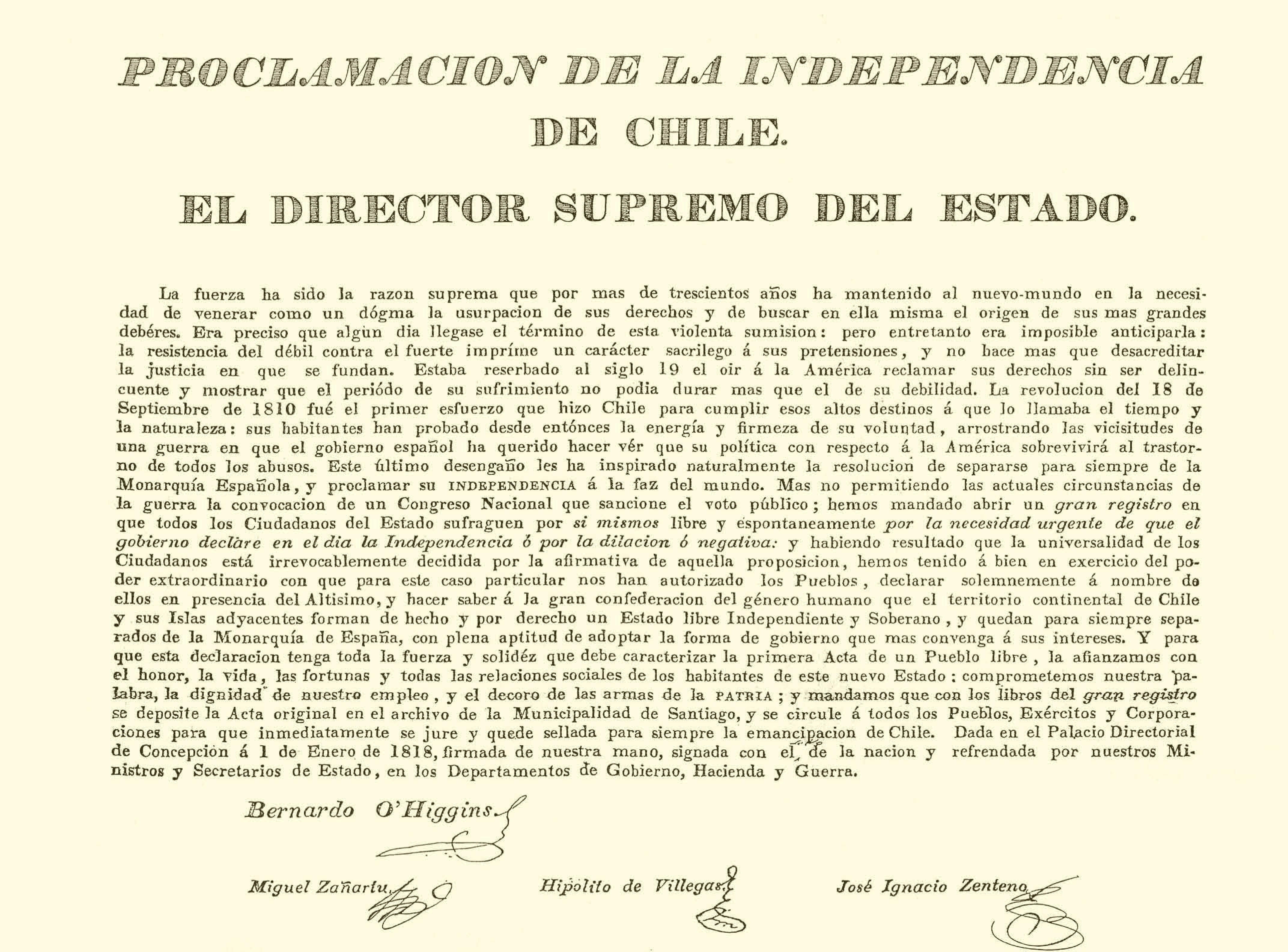
Proclamación de la Independencia de Chile con las firmas de Bernardo O'Higgins y sus ministros de Estado.

Ahora bien, la determinación del autor intelectual del acta de proclamación de la independencia es un tema discutido. Miguel Zañartu y Bernardo Monteagudo, que recién había llegado desde Europa y que se encontraba al servicio del gobierno chileno, se disputan este privilegio. El segundo lo alegó epistolarmente y el primero, el autor según la tradición oral, carecía de documentación probatoria pertinente.
La proclamación de la independencia no llevó firmas, sino hasta muchos años después. En 1832, el presidente José Joaquín Prieto, considerando que tan importante documento debía conservarse en el Palacio de Gobierno, ordenó que se lo reconstituyera bajo la dirección de Miguel Zañartu. El documento así reconstituido fue firmado por el mismo Zañartu, Hipólito Villegas y José Ignacio Zenteno, como ministros de Estado de aquel entonces, en las carteras de Gobierno, Hacienda y Guerra; debiendo ser enviado a Perú para que Bernardo O’Higgins lo pudiera firmar.

## Destrucción
El acta se conservó en el Palacio de La Moneda hasta el Golpe de Estado de 1973. Durante dicho suceso, según la versión más difundida, fue destruida por un miembro del ejército. De acuerdo a este relato, cuando comenzó a quemarse el Salón Carrera, el acta que se encontraba en una vitrina, logró ser rescatada y fue entregada al presidente Salvador Allende, quien la guardó. Este último le habría solicitado a Eduardo Paredes que le entregara el acta a Miria Contreras, secretaria privada de Allende, para que la protegiera. Cuando Miria, junto a otros sobrevivientes del bombardeo a La Moneda, abandonaron el edificio por Morandé 80, fueron detenidos por soldados. Uno de éstos le exigió sacarse la chaqueta que tenía puesta, procediendo a romper un documento que tenía en su interior, como un simple «papel viejo», sin escuchar sus advertencias: ella le habría señalado que no lo hiciera, pues se trataba del acta de la independencia de Chile.

## Contenido
El Director Supremo del Estado

La fuerza ha sido la razón suprema que por más de trescientos años ha mantenido al Nuevo Mundo en la necesidad de venerar como un dógma la usurpación de sus derechos y de buscar en ella misma el origen de sus más grandes deberes. Era preciso que algún día llegase el término de esta violenta sumisión; pero, entretanto, era imposible anticiparla: la resistencia del débil contra el fuerte imprime un carácter sacrílego a sus pretensiones y no hace más que desacreditar la justicia en que se fundan.
Estaba reservado al siglo 19 el oír a la América reclamar sus derechos sin ser delincuente y mostrar que el período de su sufrimiento no podía durar más que el de su debilidad(a).

La revolución del 18 de septiembre de 1810 fue el primer esfuerzo que hizo Chile para cumplir esos altos destinos a que lo llamaba el tiempo y la naturaleza; sus habitantes han probado desde entonces la energía y firmeza de su voluntad, arrostrando las vicisitudes de una guerra en que el Gobierno español ha querido hacer ver que su política con respecto a la América sobrevivirá al trastorno de todos los abusos.
Este último desengaño les ha inspirado, naturalmente, la resolución de separarse para siempre de la Monarquía Española y proclamar su independencia a la faz del mundo(b).

Más, no permitiendo las actuales circunstancias de la guerra la convocación de un Congreso Nacional que sancione el voto público, hemos mandado abrir un Gran Registro en que todos los ciudadanos del Estado sufraguen por sí mismos, libre y espontáneamente, por la necesidad urgente de que el Gobierno declare en el día la independencia, o por la dilación o negativa. Y habiendo resultado que la universalidad de los ciudadanos está irrevocablemente decidida por la afirmativa de aquella proposición(c), hemos tenido a bien, en ejercicio del poder extraordinario con que para este caso particular nos han autorizado los pueblos, declarar solemnemente, a nombre de ellos, en presencia del Altísimo, y hacer saber a la gran confederación del género humano, que el territorio continental de Chile y sus islas adyacentes, forman de hecho y por derecho, un Estado libre, independiente y soberano, y quedan para siempre separados de la Monarquía de España(d), con plena aptitud de adoptar la forma de Gobierno que más convenga a sus intereses.
Y para que esta declaración tenga toda la fuerza y solidez que debe caracterizar la primera Acta de un pueblo libre, la afianzamos con el honor, la vida, las fortunas y todas las relaciones sociales de los habitantes de este nuevo Estado; comprometemos nuestra palabra, la dignidad de nuestro empleo y el decoro de las ramas de la patria; y mandamos que con los libros del Gran Registro se deposite la Acta Original en el Archivo de la Municipalidad de Santiago, y se circule a todos los pueblos, ejércitos y corporaciones, para que inmediatamente se jure y quede sellada para siempre la emancipación de Chile.

Dada en el Palacio Directorial de Concepción a 1 de enero de 1818, firmada de nuestra mano, signada con el de la nación, y refrendada por nuestros ministros y secretarios de Estado, en los departamentos de Gobierno, Hacienda y Guerra
Proclamación de la Independencia de Chile

(a) "que ya no existe"
(b) "reservando hacer demostrables oportunamente, en toda su extensión, los sólidos fundamentos de esta justa determinación"
(c) "afianzada en las fuerzas y recursos que tiene para sostenerla con dignidad y energía"
(d) "y de otra cualquiera dominación"

## Jura de la Independencia

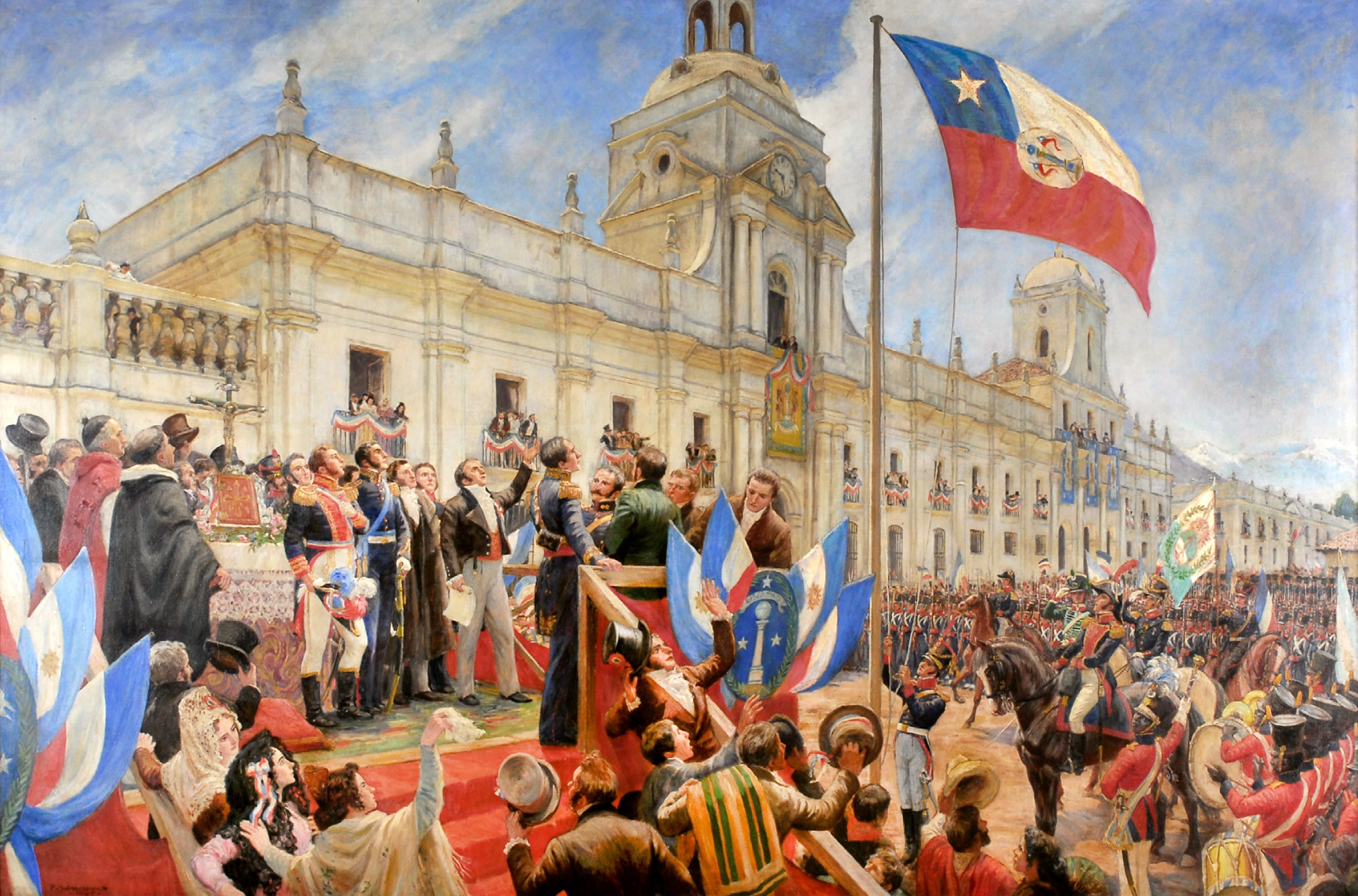
Proclamación y jura de la Independencia de Chile, por Pedro Subercaseaux (1945), acto que presidió Luis de la Cruz.

La ceremonia solemne de la proclamación y jura de la independencia de Chile se había acordado realizarla el primer aniversario de la batalla de Chacabuco: el 12 de febrero de 1818.
El 9 de febrero, Luis de la Cruz publicó por bando el programa de ceremonias y fiesta públicas para aquel día en Santiago. Las actividades comenzaron el 11 de febrero en la tarde, con el lanzamiento de salvas de cañón desde el Cerro Santa Lucía. A las nueve de la mañana del 12 de febrero concurrieron todas las autoridades y el pueblo al Palacio Directorial de Santiago, donde se montó un escenario, frente a la Plaza de Armas.
La ceremonia fue iniciada por José Gregorio Argomedo, fiscal de la Cámara de Apelaciones, que pronunció un discurso en representación del gobierno; a continuación, el ministro Miguel Zañartu leyó el Acta de la Independencia. Al término de su lectura, el director supremo delegado, Luis de la Cruz, colocó sus manos sobre una biblia y prestó el siguiente juramento: «Juro a Dios y prometo a la patria bajo la garantía de mi honor, vida y fortuna sostener la presente declaración de independencia absoluta del Estado chileno de Fernando VII, sus sucesores y de cualquier otra nación extraña».
Luego, el mismo director supremo delegado, solicitó el juramento a José Ignacio Cienfuegos, como administrador del Obispado de Santiago, quien a la fórmula anterior añadió: «Y así juro porque creo en mi conciencia que ésta es la voluntad del Eterno»; y en seguida, el coronel Cruz recibió el juramento de José de San Martín, como general en Jefe del Ejército de Chile. Hecho esto, el ministro Zañartu tomo juramento simultáneo a las demás autoridades y funcionarios públicos. Finalmente, el intendente de Santiago Francisco de Borja Fontecilla le tomó juramento al pueblo.
El 13 de febrero se cantó un Te Deum en la Catedral de Santiago y, al día siguiente, se celebró una misa de acción de gracias. Al terminar esta última, Tomás Guido ofreció un discurso dirigido a felicitar al pueblo chileno, en nombre del gobierno de Buenos Aires. Las fiestas públicas en Santiago, por la proclamación y jura de la independencia, continuaron hasta el día 16. El acta de la independencia impresa fue distribuida profusamente entre el pueblo; también se repartió, aunque en menor proporción, el Manifiesto que hace a las naciones el supremo director de Chile de los motivos que justifican la revolución y la declaración de su independencia, redactado por Bernardo Vera.
En la ciudad de Talca, el mismo día 12 de febrero, Bernardo O'Higgins presidió la jura de la independencia del Ejército del Sur, ceremonia que se celebró con salvas, una misa, Te Deum y festividades públicas. Durante esos mismos días, se proclamó y juró la independencia de Chile en las demás villas y ciudades, con todo el aparato que fue posible disponer en cada una de ellas. En La Serena la independencia fue jurada el 27 de febrero, aunque las fiestas se extendieron hasta el 1 de marzo y en Copiapó la ceremonia se efectuó entre el 27 y el 28 de marzo.
El 15 de junio de 1820 se efectuó el juramento en Valdivia, luego de que Thomas Cochrane realizará la toma de aquella ciudad, que se encontraba en poder de los realistas. Mientras que, el 22 de enero de 1826, se juró solemnemente la independencia en San Carlos de Chiloé, tras el Tratado de Tantauco que permitió la anexión del Archipiélago de Chiloé a Chile.